# ليفونيا

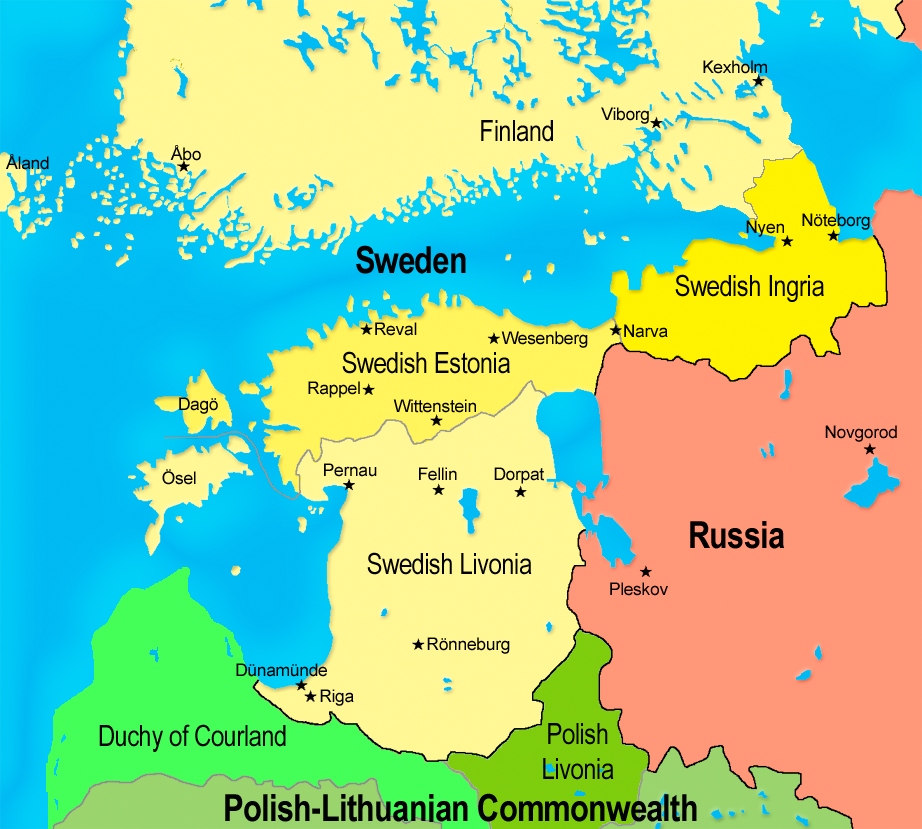
ليفونيا السويدية وأستونيا السويديةفي القرن ال17

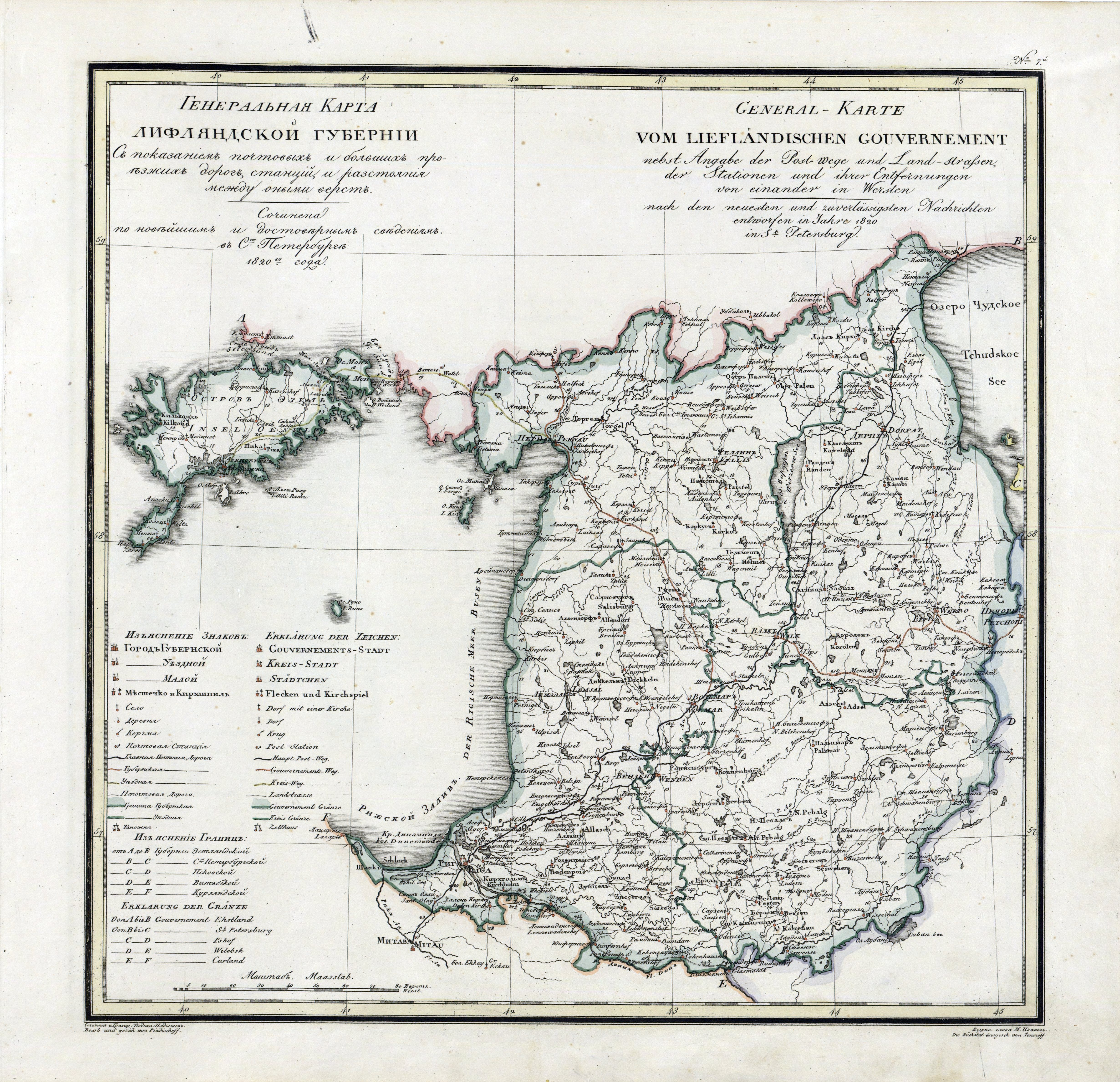
ليفونيا في 1820

ليفونيا في العصور الوسطى حوالي 1260

ليفونيا (باللاتينية: Livonia) أو كما يسميها الألمان ليفلاند (بالألمانية:  Livland) والروس يسمونها ليفلانديا (بالروسية: Лифландия)، هي منطقة قديمة وكانت تشكل أحد المحافظات البلطيقية الثلاث في الإمبراطورية الروسية، ومنذ قديم التاريخ كانت تسكنها القبائل الفينو أوغرية والبلطيقية والتي لم تكن على قدر عالي من الحضارة، ولم يدخل الإقليم في المسيحية حتى القرن الثالث عشر، ثم أصبحت منطقة متنازع عليها بين بولندا وروسيا، قبل أن تسيطر عليها السويد وتفقدها في حرب الشمال العظيمة لصالح روسيا، وهي الآن مقسمة بين إستونيا وجزء من لاتفيا. هذا المقال يشرح مواصفات الإقليم أيام الإمبراطورية الروسية.

## جغرافيا وتضاريس الإقليم
يحد الإقليم غربا خليج ريغا، وشمالا من إستونيا، وشرقا محافظات سانت بطرسبرغ وبسكوف وفيتبسك، وجنوبا كورلاند. وتنتمي إليها مجموعة من الجزر في مدخل خليج ريغا أكبرها أوسل (ساريما) ومون (موهو) ورونو وباترنستور وداغو (هيوما) وفورمز (فورمسي). وتغطي منطقة مساحتها 18,160 ميل مربع (حوالي 47000 كم مربع)، وتحتل بحيرة بايبوس نحو 2800 كم 2.
يتكون سطح المنطقة من عدة هضاب، ومنها هانهوف وآ، ترتفع في المتوسط من 400 إلى 700 قدم (حوالي 120 إلى 210 متر)، بينما تصل عدة قمم إلى 800 أو 1000 قدم أو أكثر (نحو 240 أو 400 متر). وحافات الهضاب مشقوقة بالوديان العميقة. المنطقة ذات المرتفعات بين تهر دفينا ورافده هي عبارة عن غابات سميكة وبحيرات عديدة، لجمالها سميت سويسرا الليفونية.
هضبة أودنباه تحتل مساحة 2,830 ميل مربع (7,330 كم مربع)، ومتوسط ارتفاعها 500 قدم (150 متر)، وتمر بها روافد نهر إمباخ الذي يتدفق لنحو 93 ميل (150 كم) من بحيرة فيرز يارزي إلى بحيرة بايبوس.
هناك أكثر من ألف بحيرة متفرقة على نواحي ليفونيا، ومنها بحيرة فيرز يارفي وهي الأكبر في الإقليم وتبلغ مساحة سطحها 106 ميل مربع (274 كم مربع) وترتفع 115 قدم (35 متر) فوق مستوى البحر. تحتل مستنقعات الخث والمستنقعات عشر المحافظة. ومن بين الأنهار العديدة فنجد أن الصالح للملاحة منها هو دفينا الذي يتدفق لـ90 ميلا (145 كم) على طول الحدود وكذلك بيرناو وساليس وآ وإمباخ.

## التشكيل الجيولوجي
التشكيل الجيولوجي السيلوري الذي يغطي إستونيا يظهر في الجزء الشمالي لليفونيا، وبقية المحافظة تشمل الطبقات الديفونية. وكلها مغطاة بالرواسب الجليدية، وسمكها يصل إلى 400 قدم أحيانا (122 متر). تمتد المخلفات الصخرية للأنهار الجليدية في جميع أنحاء البلاد مع الصخور الضالة من فنلندا. والشقوق الجليدية والحزوز والمنخفضات المستطيلة تجتمع في كل مكان، وتمتد من الشمال الغربي إلى الجنوب الشرقي. وتغطي كثبان الرمل مناطق كبيرة على شواطئ البلطيق. ولا أثر للترسبات البحرية أعلى من 100 و 150 قدم فوق مستوى البحر. والتربة ليست خصبة كثيرا. وتغطي الغابات نحو خمسي البلاد.

## المناخ
مناخ المنطقة حاد فدرجات الحرارة المتوسطة 43 ° فهرنهايت (6 درجات مئوية) في ريغا (يبلغ في الشتاء 23 ° (-5 م)، في الصيف 63 ° (17 م)) وتصل 40 ف (4.4 م) في يورييف، وسرعة الرياح متغيرة جدا؛ والعدد المتوسط للأيام الممطرة والمثلجة 146 يوما في ريغا (ومعدل تساقط الأمطار السنوي 24.1 بوصة). والضباب شائع في المنطقة.

## التكوين السكاني
كان تعداد سكان ليفونيا 621,600 في عام 1816، ووصل 1,000,876 في 1870، و1,295,231 في 1897، شكل اللاتفيون منهم 43.4%، والإستونيون 39.9%، والألمان 7.6%، والروس 5.4 %، واليهود 2 % ، والبولنديون 1.2 %. والتعداد المقدر في عام 1906 كان 1,411,000.
شعب الليف الذي امتد سابقا شرقا حتى منطقة فيتيبسك قد انقرض تقريبا. ولغتهم الأصلية هي من أصل فنلندي، اختفت بسرعة، لغتهم الحالية هي لهجة لاتفية عامية. وفي 1846 تم وضع قواعد وقاموس منها بصعوبة من ألسنة كبار السن، والإستونيون الذين يشبهون فنلنديي تافاستلاند، قد حافظوا على ميزاتهم العرقية وعاداتهم وتقاليدهم الوطنية وأغانيهم وشعرهم ولغتهم. ثم أتت حركة إستونيا الشابة التي أحيت الشعور الوطني.

## الدين
الدين السائد هو اللوثرية (البروتستانية) (79.8 %)؛ ينتمي 14.3 % للكنيسة الأرثوذكسية؛ ومن الروس توجد نسبة كبيرة من الراسكولنيك؛ الكاثوليك الرومان يبلغون 2.3 %، واليهود 2 %. تم إدخال القانون المدني الروسي في المحافظات البلطيقية عام 1835، واستعملت الروسية بدل الألمانية في الوظائف الرسمية وفي المحاكم منذ العام 1867 لكن لم يطبق الأمر بشكل عملي عموما.

## أملاك الأراضي والاقتصاد
كانت الأراضي تعود إلى طبقة النبلاء أيام روسيا القيصرية، وأملاك الفلاحين كانت 15 % فقط من كامل المنطقة. وألغيت القنانة أو عبودية الأرض في 1819، لكن الفلاحين بقوا خاضعين لسلطة أصحاب الأراضي. وطبقة المالكين الصغار تم تحديدها إلى عدد صغير من الفلاحين الأغنياء، وبقى معظمهم مستأجرين؛ وكانت حالتهم بائسة جدا، ونحو الربع منهم يتجول بشكل مستمر للبحث عن عمل. من وقت لآخر كانت الهجرة تأخذ شكل حركة جماعية وكانت الحكومة توقفها بالقوة.
الحجم المتوسط للعقارات كان حوالي 9,500 إلى 11,000 فدان، يعلو بشكل كبير عن المعدل العام في روسيا. وصلت الزراعة لدرجة عالية من الكمال في عقارات أصحاب الملك. والمحاصيل الرئيسية هي الجاودار والشوفان والشعير والكتان والبطاطا، مع بعض القمح والقنب والقمح الأسود. ومزارع الألبان والبستنة منتشرة. وصيد السمك في بحيرة بايبوس وفرت العمل للكثيرين في المنطقة، والصيد منتشر أيضا في خليج ريغا وفي الأنهار. من بين المنشآت الصناعية الرئيسية أعمال الصوف والقماش طواحين الكتان والقطن وطحين والنجارة ومعامل تقطير الخمر ومصانع الجعة والمصانع ومعامل الورق والأثاث والتبغ والصابون. وتورد ليفونيا صادرات كبيرة، خصوصا خلال ريغا وبيرناو، فتصدر النفط والصوف والكشب والكتان وبذر الكتان والقنب والحبوب والخشب والسلع الخشبية؛ والقناة الرئيسية لهذه التجارة هي قناة دفينا.

## التعليم
كان التعليم على مستوى أعلى بكثير من أي مكان آخر في روسيا، 87% على الأقل من الأطفال يتلقون تعليما منتظما. وتتضمن المؤسسات التربوية الأعلى جامعة يورييف (دوبرات)، جامعة ريغا البوليتكنية ومدرسة عليا لرجال الدين.

## التقسيمات الإدارية
الحكومة مقسمة إلى تسع مناطق، البلدات الرئيسية مع سكانها في عام 1897: ريغا، عاصمة الحكومة (282,943)؛ أرنسبورغ في جزيرة أوسل (4621)؛ يورييف أو دوبرات (42,421)؛ فيلين (7659)؛ بيرناو (12,856)؛ والك (10,139): ويندين (6327)؛ ويرو (4154)؛ ووولمار (5124).

## التاريخ
وجدت العملات المعدنية من زمن الإسكندر الكبير على جزيرة أوسل، وتظهر أن أهل البلطيق كانوا في فترة مبكرة على علاقة تجارية بالعالم المتحضر. ويذكر نستور من بين سكان البلطيق قبائل تشوديس وليف وناروفا وليتغولا وسيميغالياني وكورس. ومن المحتمل أنه حوالي القرن التاسع أصبح التشوديس تابعين للإمارات الفارانجية الروسية. وعتندما استعادوا استقلالهم شن الأمير ياروسلاف الأول حملة ضدهم عام 1030 وأسس يورييف (دوبرات).
اخترق الألمان الإقليم لأول مرة في القرن الحادي عشر، وفي 1158 وصل عدة تجار من لوبك وفيسبي في مصب نهر دفينا. في 1186 بدأ مبعوثو رئيس أساقفة بريمن بدأوا بالتبشير للمسيحية بين الإستونيين واللاتفيين، وفي عام 1201 أسس أسقف ليفونيا سكنه في ريغا. في 1202 اعترف البابا إنوسنت الثالث بإخوة السيف والمعروفة أيضا باسم الجماعة الليفونية، وكان مركزهم في فيندن؛ واستمرت الجماعة بنشر الدين المسيحي بالسيف بين المواطنين، وشنت حروبا متواصلة ضد الجمهوريات الروسية ولتوانيا، بالإضافة إلى الصراع ضد رئيس أساقفة ريغا، قبل أن يتم حل الجماعة عام 1236 ويأتي بدلها النظام التيوتوني.
أصبحت ريغا مركزا للتجارة، وتوسطت بين بلدات الحلف الهنازياتي ومدن نوفغورود وبسكوف وبولوتسك، وكان أول تدخل فعال لمملكة لتوانيا في شؤون ليفونيا حدث بعد اندلاع تمرد للفلاحين في أوسل؛ فدمر أولغييرد كل جنوب ليفونيا. وبعد أن اشترى الفرسان التيوتونيون الجزء الدنماركي من إستونيا عام في 1347 بدؤوا بشن حرب ضد أسقف ريغا وكذلك ضد لتوانيا وبولندا وروسيا.
انتهت الحروب بين تلك القوى على التوالي في أعوام 1410 (عندما هزموا من قبل البولنديين واللتوانيين في معركة تاننبرغ) و1435, و1466 و1483. حول نهاية القرن الخامس عشر، اكتسب سيد الفرسان بليتنبرغ موقعا ذو أهمية كبيرة، وفي 1527 اعترف به كأمير للإمبراطورية من قبل تشارلز الخامس. ومن الناحية الأخرى فقد انهارت سلطة أساقفة ريغا بالكامل عام 1566.
قادت حرب الجماعة مع إيفان الرابع الروسي عام 1558 إلى تقسيم ليفونيا، فضم القيصر الجزء الشمالي متضمنا دوبرات، والجزء الجنوبي أصبح تحت سيادة بولندا. ومن ذلك الوقت (1561) شكلت ليفونيا محور النزاع بين بولندا وروسيا، وتخلت الأخيرة عن حقوقها فقط رسميا في عام 1582. وفي عام 1621 كانت مسرحا لحرب بين بولندا والسويد، واحتلتها الأخيرة، ونعم الإقليم بعدها بحكم أكثر اعتدالا لربع قرن من الزمان.
أصبح مرة أخرى مسرحا للحرب بين بولندا وروسيا والسويد في بداية القرن الثامن عشر، فيما عرف بحرب الشمال العظيمة التي بدأت عندما حاول بطرس الأكبر قيصر روسيا أن يفتح ممرا بحريا لبلاده عبر البلطيق، وفي النهاية تم احتلال الإقليم من قبل روسيا. وتنازلت السويد رسميا عن حقوقها في ليفونيا في معاهدة نيستاد في عام 1721.

## معرض صور

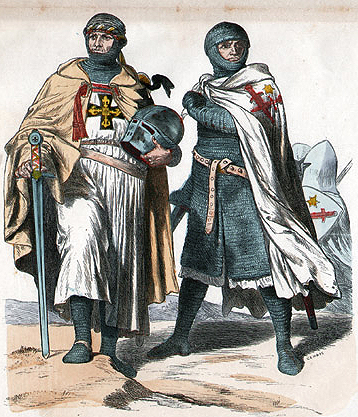
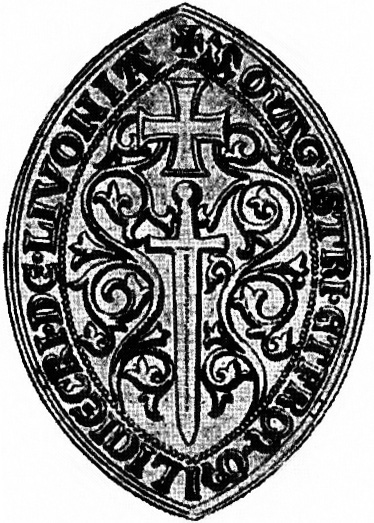

## الروابط الخارجية
- أطلس لليفونيا، أو لإحدى الحكومتين والدوقيتين ليفونيا وإستونيا، ولمقاطعة أوسل من المكتبة الرقمية العالمية